# Astwerk

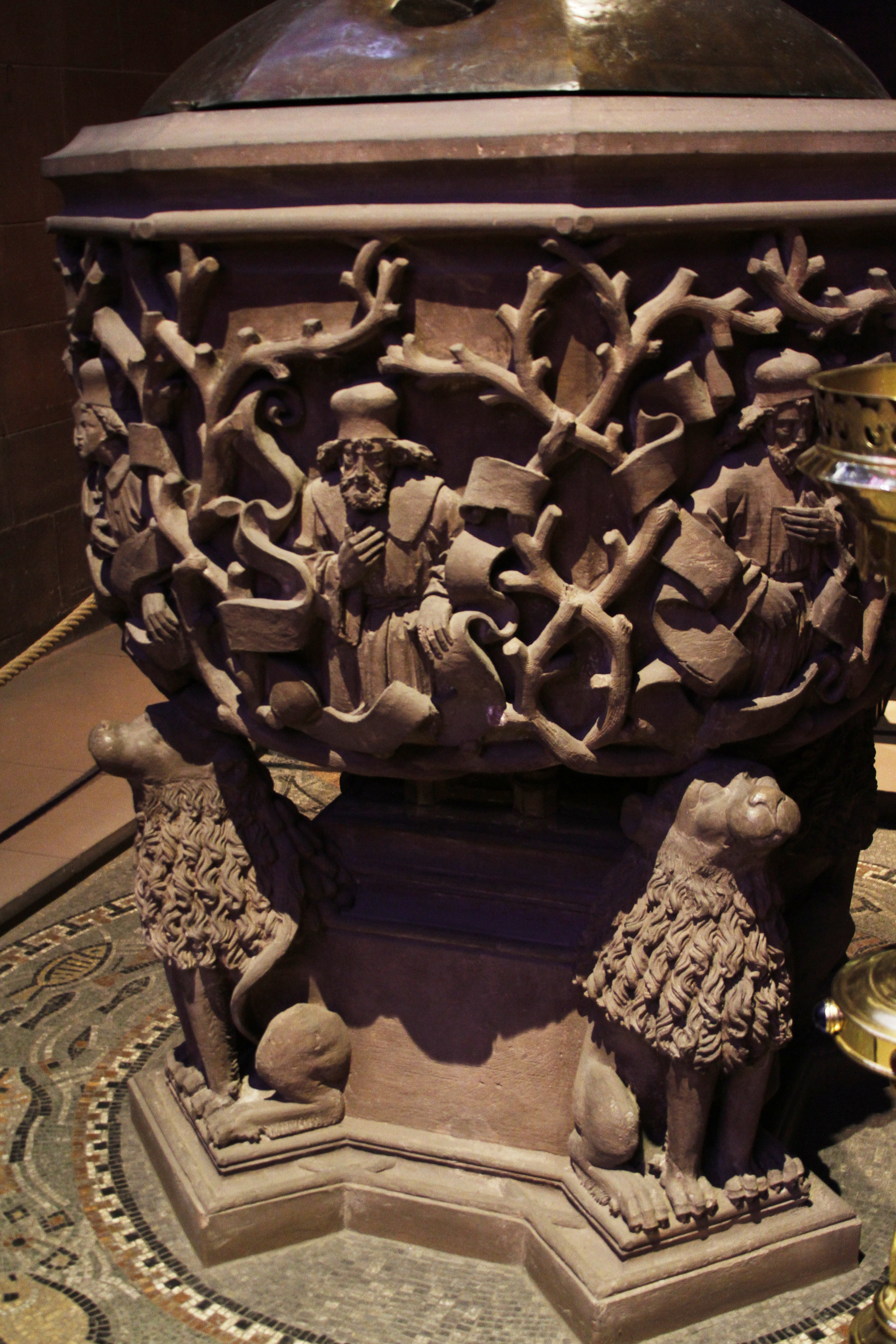
Astwerk am Taufstein des Wormser Doms

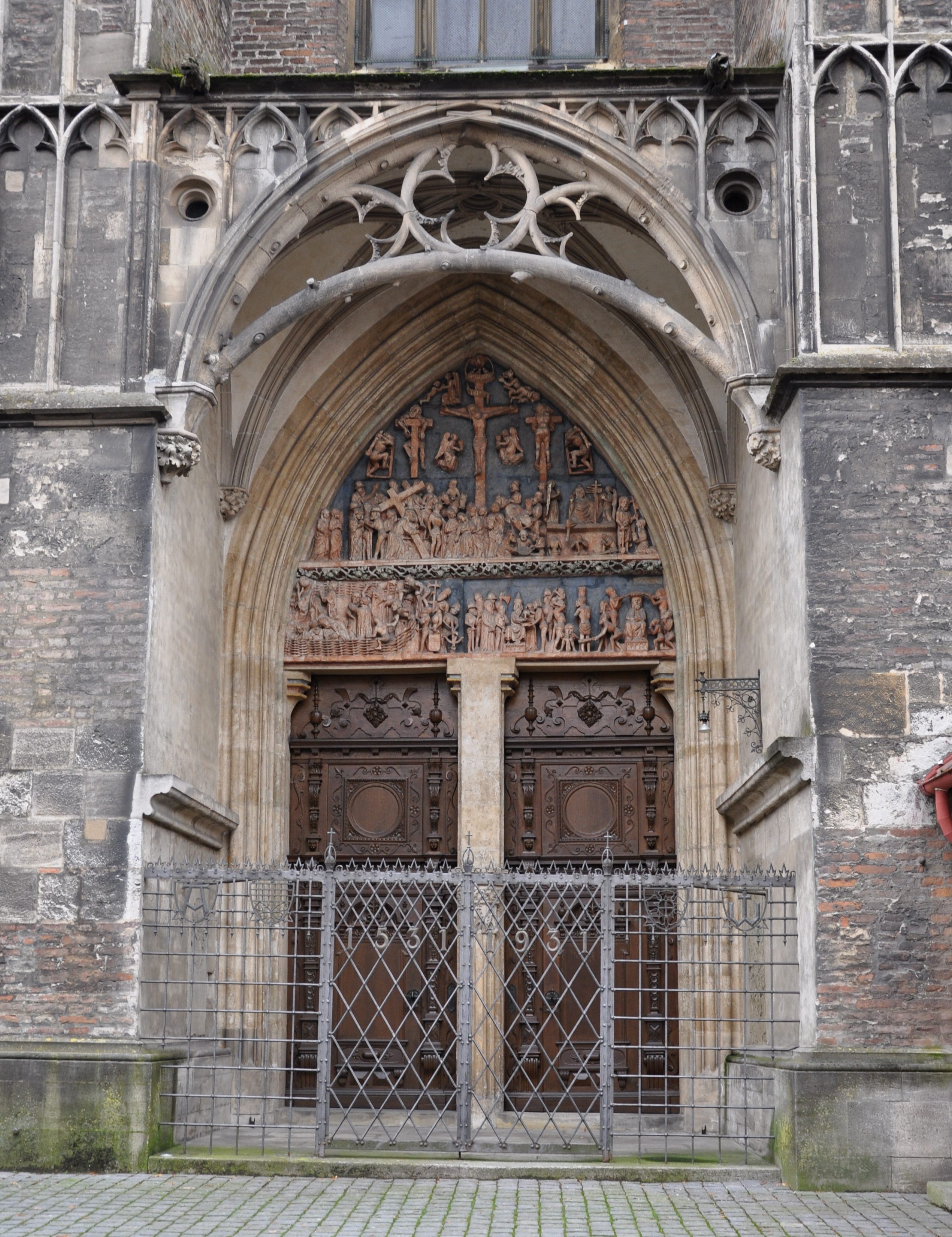
Astwerk in der Form von Maßwerk am Ulmer Münster, um 1475

Astwerk (engl. branch tracery, branchwork; frz. bois mort, branchage; it. intreccio di rami) ist ein architekturbezogenes Ornament der Spätgotik und nordalpinen Renaissance, das die Form knorriger, verschlungener und blattloser Äste hat. Astwerk war besonders in der mitteleuropäischen Kunst zwischen 1480 und 1520 verbreitet und kommt in allen Gattungen, also auch in Skulptur, Goldschmiedekunst, Graphik und Malerei, vor.

## Geschichte und Bedeutung

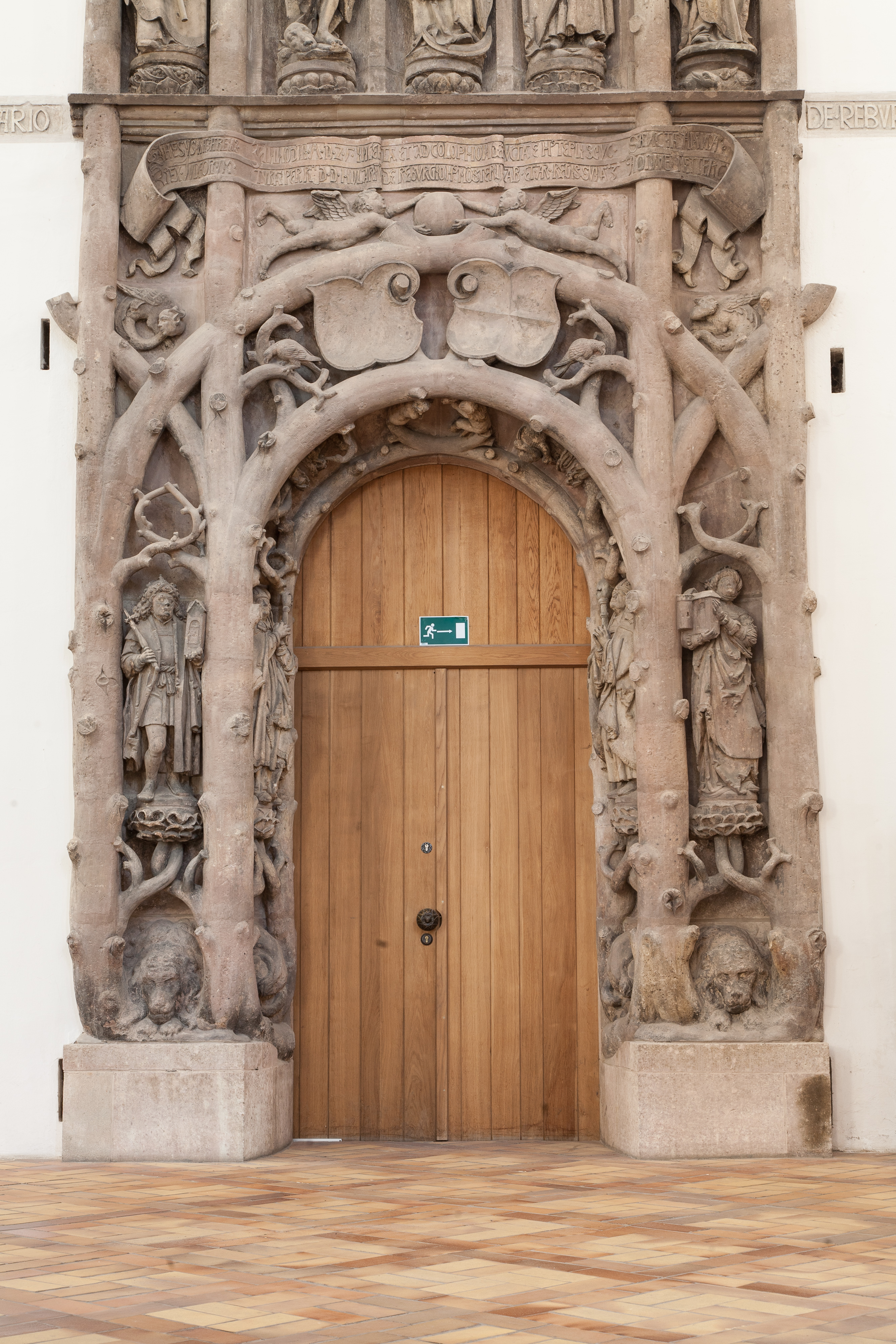
Astwerkportal der ehem. Klosterkirche zu Chemnitz (1525)

Das Astwerk hat sich formal vermutlich „auf der Ebene zwischen Architektur und Kunstgewerbe“ (Georg Dehio) aus der Holzschnitzerarbeit entwickelt. Seinen Ursprung allerdings hat die nicht nur kunstvolle, sondern auch bedeutungsvolle Stilisierung von Ästen als vegetabile Ornamentform in der architekturtheoretischen Auseinandersetzung zum Ursprung der Architektur aus der Natur. In jüngster Zeit wurde die programmatische Verbindung der vegetabilen Architekturformen des Astwerks mit den Theorien des frühen Renaissance-Humanismus über die Entstehung der Architektur erkannt.
Parallel zu dem vermehrten Auftreten von Astwerk in der Kunst seit dem letzten Drittel des 15. Jahrhunderts finden sich in der Traktatliteratur Hinweise auf einen architekturtheoretischen Hintergrund dieser Gestaltungsform, die an Vitruvs Urhütte erinnert. In De architectura libri decem stellte Vitruv ein Modell zur Entstehung der Architektur aus der Natur auf, nach dem die ersten Menschen ihre Behausungen aus vertikalen Astgabeln mit darübergelegten Ästen errichtet hätten. Auch Filarete griff diese Idee in seinem Manuskript Trattato di Archittetura auf, in welchem er die Entstehung des Bogens als erste Türform erklärt. Im frühen 16. Jahrhundert finden sich ähnliche Erklärungen unter anderem bei Raffael.
Die formale Herleitung des gotischen Spitzbogens aus zusammengebundenen Ästen von noch nicht gefällten Bäumen findet eine historische Grundlage in Tacitus’ Germania. Dieser berichtet, die Germanen hätten ihre Götter in den Wäldern verehrt. Die Besonderheiten der nordalpinen gotischen Architektur – spitzbogige Gewölbe in Analogie zum Blätterdach der germanischen Haine – erfahren durch Tacitus eine Deutung als eigene, nationale Antike. Eine entscheidende Rolle für die Tacitus-Rezeption durch deutsche Gelehrte spielte Kardinal Francesco Todeschini-Piccolomini (1439–1503), der im Besitz der Germania-Ausgabe seines Onkels, Papst Pius II., war. Mehrere Abschriften von diesem Exemplar fanden via Regensburg ihren Weg über die Alpen.

### Nachblüten
Eine erste Nachblüte erfuhr Astwerk im 18. Jahrhundert in Porzellankleinplastik und bei Wanddekorationen. Eine weitere Nachblüte erfolgte auch als natürliches Astwerk bei Möbeln und in Naturholz in Parkanlagen bei Kleinarchitekturen an Borkenhäuschen bzw. Wurzelhütten und bei Geländern. Diese Bauteilformen wiederum wurden dann seit dem 19. Jahrhundert auch in Gusseisen und im 20. Jahrhundert in Beton übertragen.

## Beispiele
In der nordalpinen Kunst des 15. und 16. Jahrhunderts wurden architektonische Elemente häufig durch Astwerk ersetzt. Besonders bei Steinskulptur erhält die Gegenüberstellung von architektonischen und natürlichen Elementen, wie Astwerk, eine weitere Ebene. Zunächst wird ein hölzerner Ast in Stein nachgeahmt, der dann wiederum ein Bauteil ersetzt.
Ein frühes Beispiel hierfür aus der Architektur sind die Astrippen im Westchor des Eichstätter Doms von 1471. Dort ist den architektonischen Rippen ein Rundstab aus Astwerk vorgelegt. Als Ideengeber kann hier Wilhelm von Reichenau, Humanist und Bischof von Eichstätt, angenommen werden. Wilhelm v. Reichenau hatte zusammen mit Johannes Pirckheimer, dem Vater Willibald Pirckheimers, in Padua studiert und stellt einen typischen frühen Vertreter des frühen Humanismus in Deutschland dar. In Johannes Pirckheimers Bibliothek befand sich auch eine Abschrift der Germania, die dieser vermutlich schon zu Studienzeiten in den 1460er Jahren erworben hatte.
In Eichstätt befindet sich mit der sogenannten „schönen Säule“ von 1489 im Mortuarium des Doms ein weiteres, späteres Beispiel für die Verwendung von Astwerk. Zugleich handelt es sich bei diesem Pfeiler mit gedrehtem Schaft um ein frühes Beispiel für die Wiederaufnahme romanischer Bauformen in der Architektur des 15. Jahrhunderts. Die als spezifisch nordalpine Antike verstandene Romanik wurde zunächst in der niederländischen Malerei der ersten Hälfte des 15. Jahrhunderts für die Darstellung antiker Bauwerke verwendet und ab etwa 1470 auch als Anregung für neue Architekturmotive rezipiert.
Ein Beispiel für die Verknüpfung von architektonischer und vegetabiler Form ist Tilman Riemenschneiders Heilig-Blut-Altar (1501/05). Hier werden die kielbogenförmigen Baldachine von ineinander verschlungenen Ästen gebildet, die wiederum von einer architektonischen Fiale bekrönt sind. Auch in der Architektur wurden gekappte Rippen, gedrehte Pfeiler oder Säulen und schiefe Gewölbe virtuos inszeniert. Diese 'Manierismen' brachen bewusst mit der erwartbaren Ordnung und mit der Nachvollziehbarkeit des architektonischen Systems. Zu dem romanisch-antiken Pfeiler im Eichstätter Mortuarium passt das Astwerk als weiterer Verweis auf die historische Vorzeit bzw. den Ursprung der Architektur selbst.
In ähnlicher Weise verbindet auch das 1525 von Franz Maidburg geschaffene, monumentale Nordportal der Klosterkirche der Benediktiner in Chemnitz vorgotische Formen und Astwerk. Sowohl die Rundbögen, die Ornamentik als auch das Figurenprogramm mit den Stiftern des 12. Jahrhunderts (Kaiser Lothar III.) verweisen hier auf die hochmittelalterliche Gründung des Klosters und betonen das Alter und Ehrwürdigkeit der Anlage.
Auch Bramantes Baumsäulen im Kreuzgang von S. Ambrogio in Mailand sind eine solche Umsetzung des architekturtheoretischen Diskurses. Eine architektonische Ordnung aus Astwerk, die vermutlich graphischen Vorlagen aus der Traktatliteratur folgte, besaß auch das Ingolstädter Donautor (Mitte 16. Jahrhundert, 1877 abgebrochen).

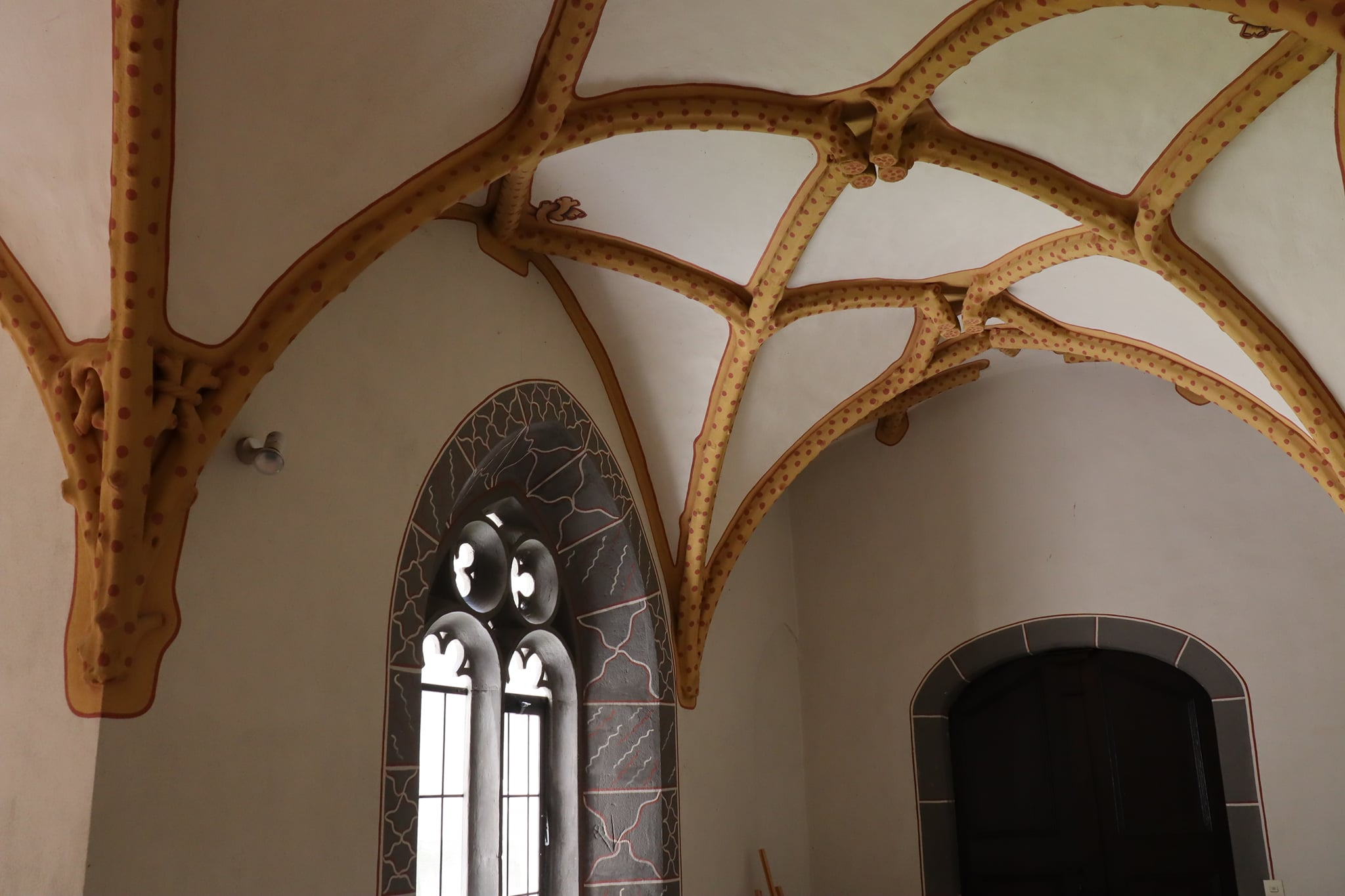
Astwerkrippen im Kreuzgang der Stiftskirche in Ellwangen (um 1475)
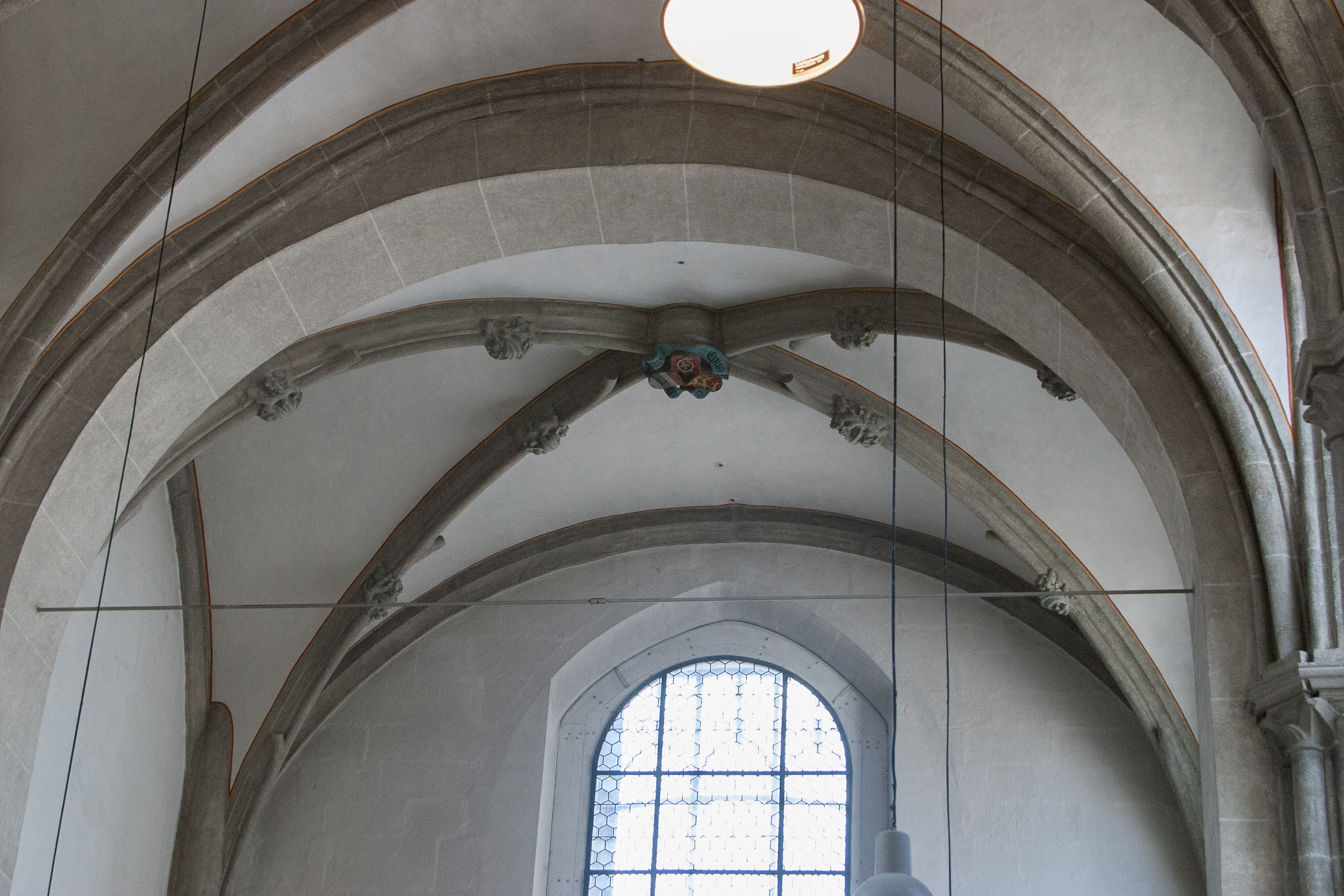
Astwerkrippen im Eichstätter Dom (1471)
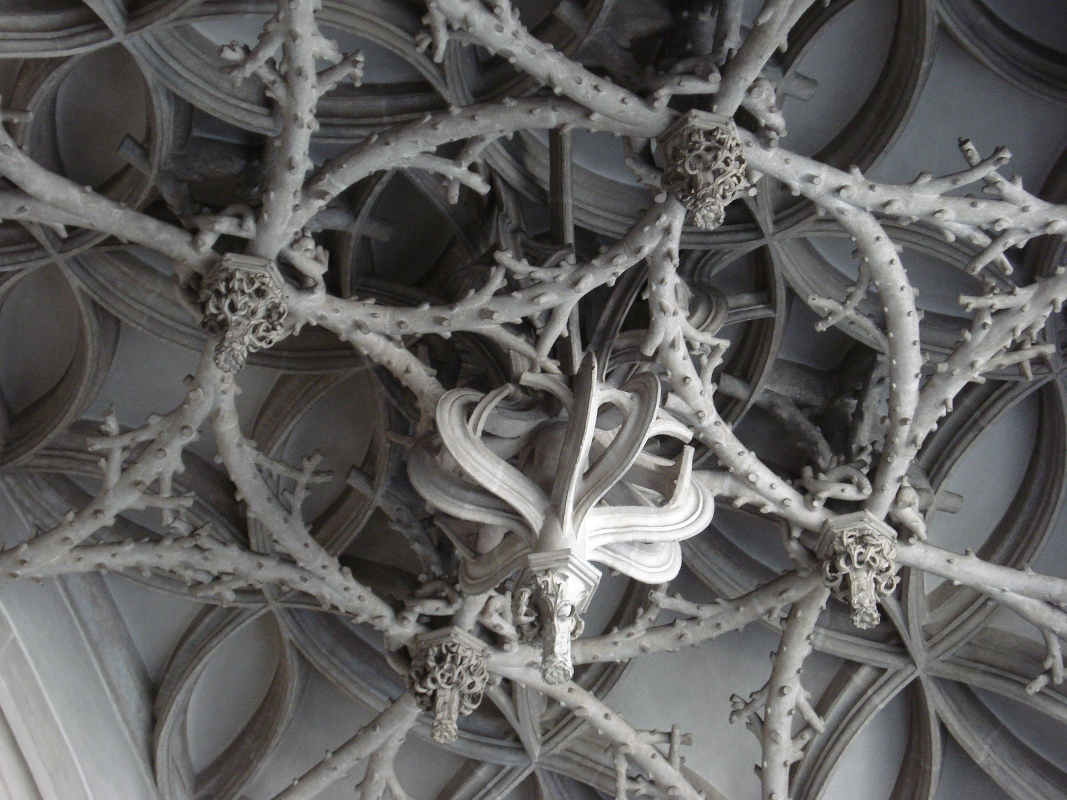
Liebfrauenmünster Ingolstadt, Astwerk- oder Astrippen-Gewölbe (1515)
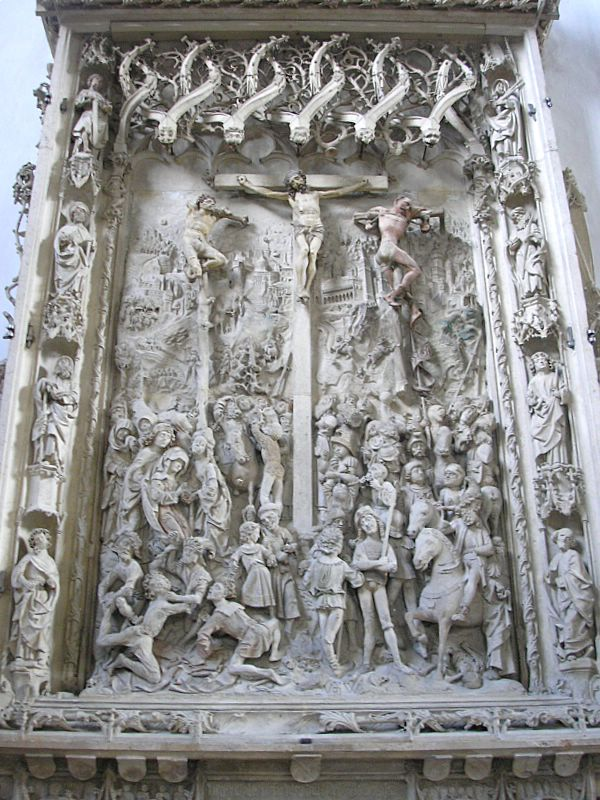
Astwerk im Gesprenge des Pappenheimer Altars im Dom zu Eichstätt aus Jura-Marmor
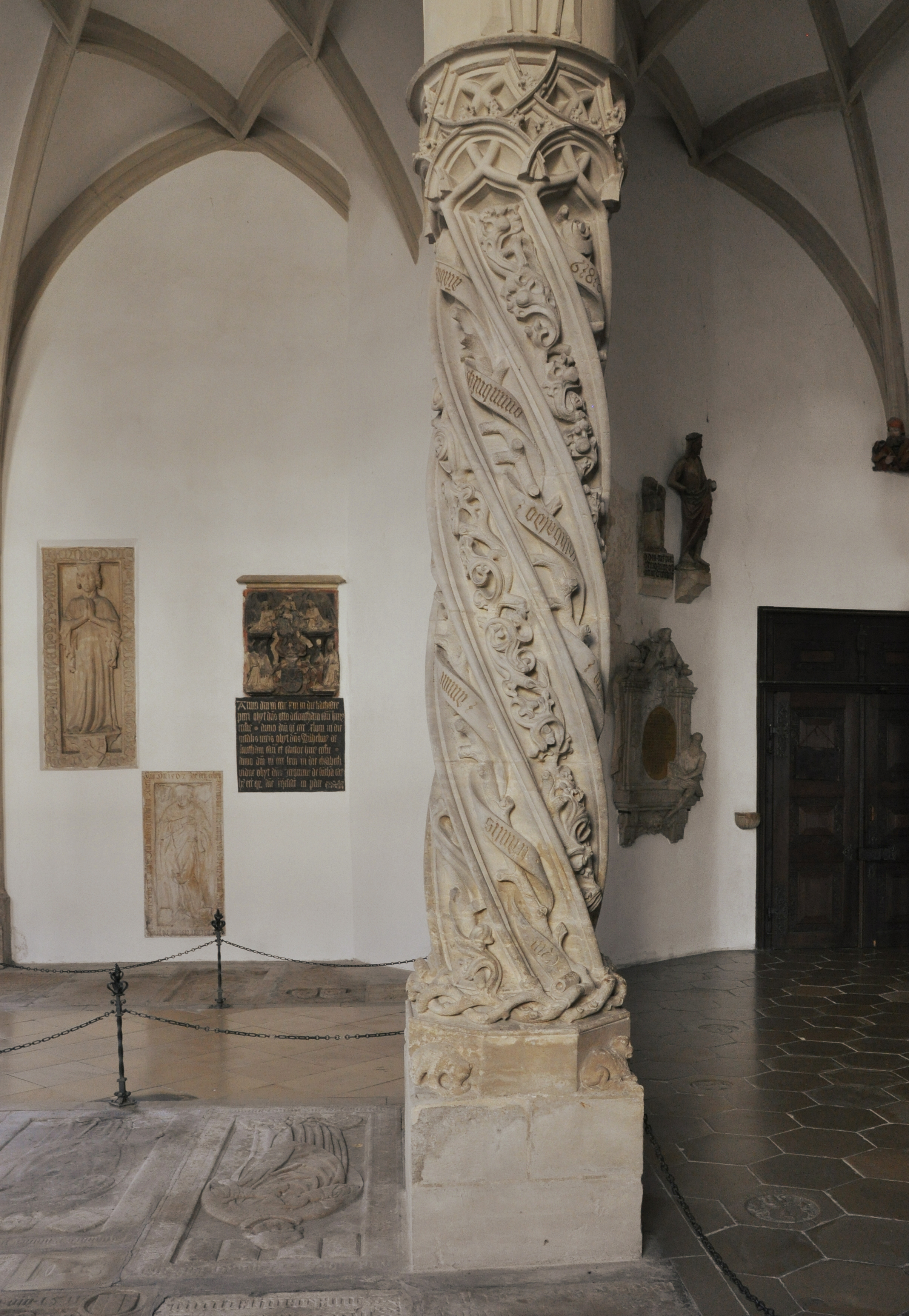
Eichstätter Dom, Mortuarium, „Schöne Säule“
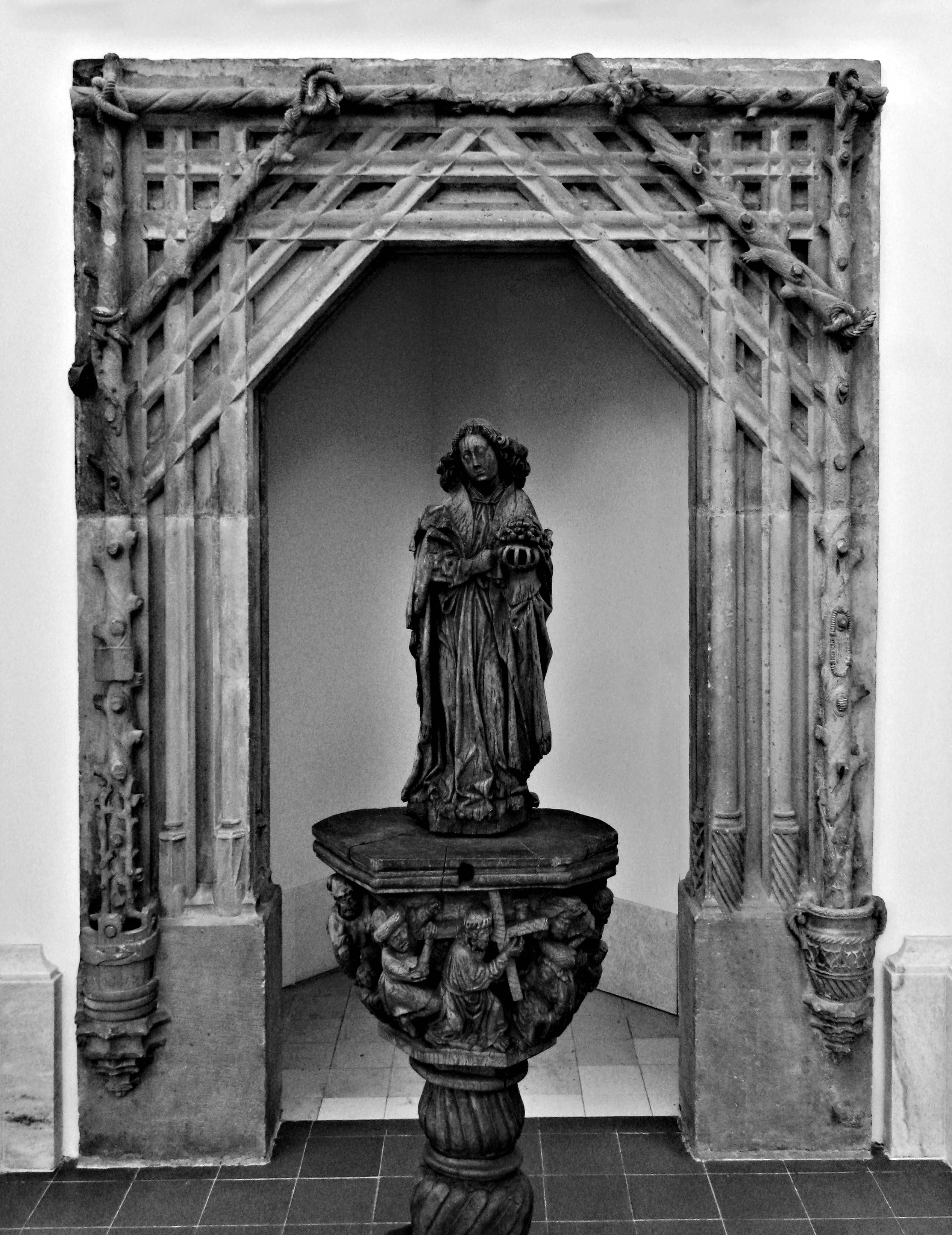
Astwerkportal, 15. Jh. (jetzt im Bode-Museum, Berlin)
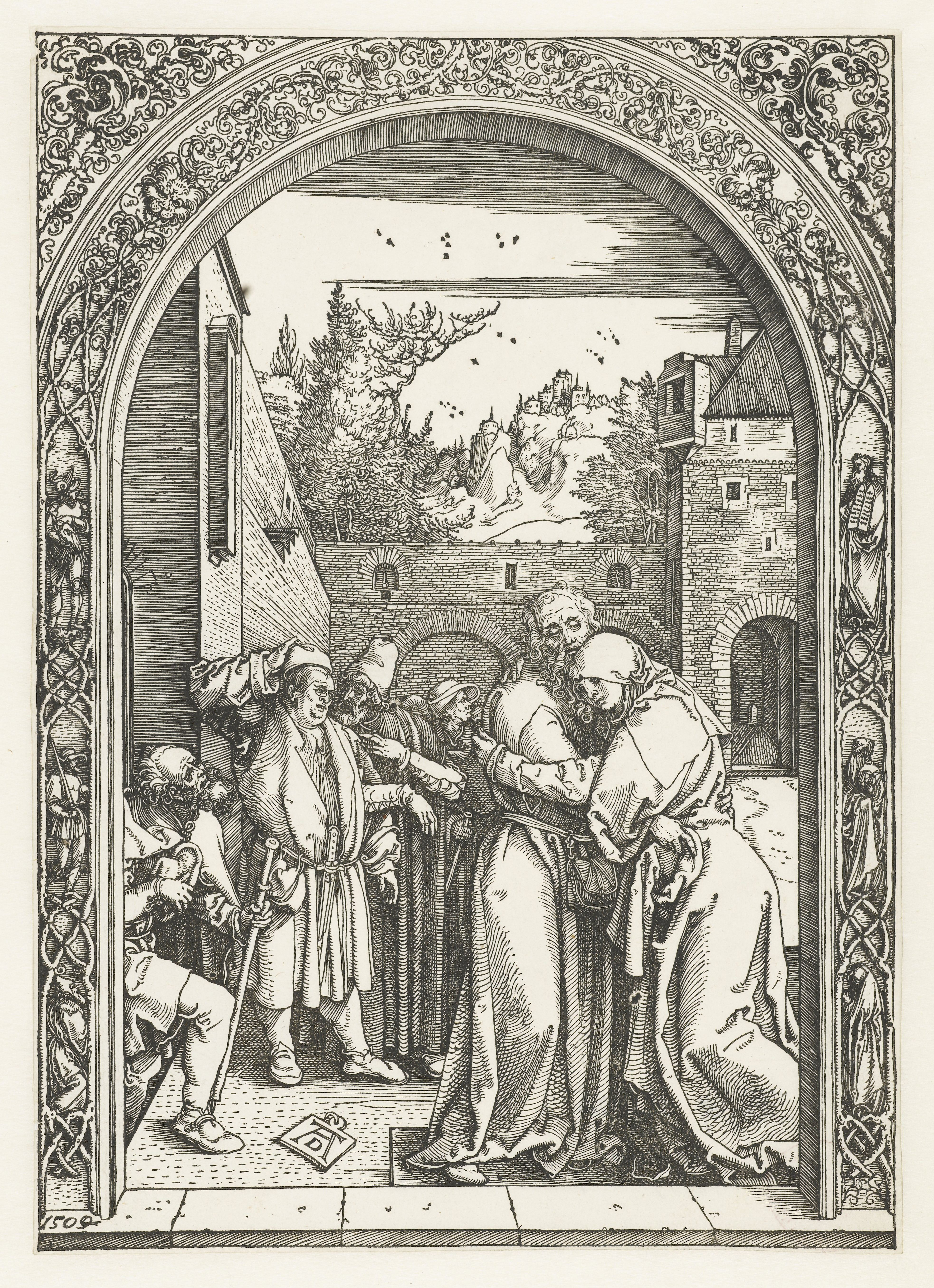
Astwerk als Schmuck einer Bildarchitektur in Dürers Marienleben (1504)
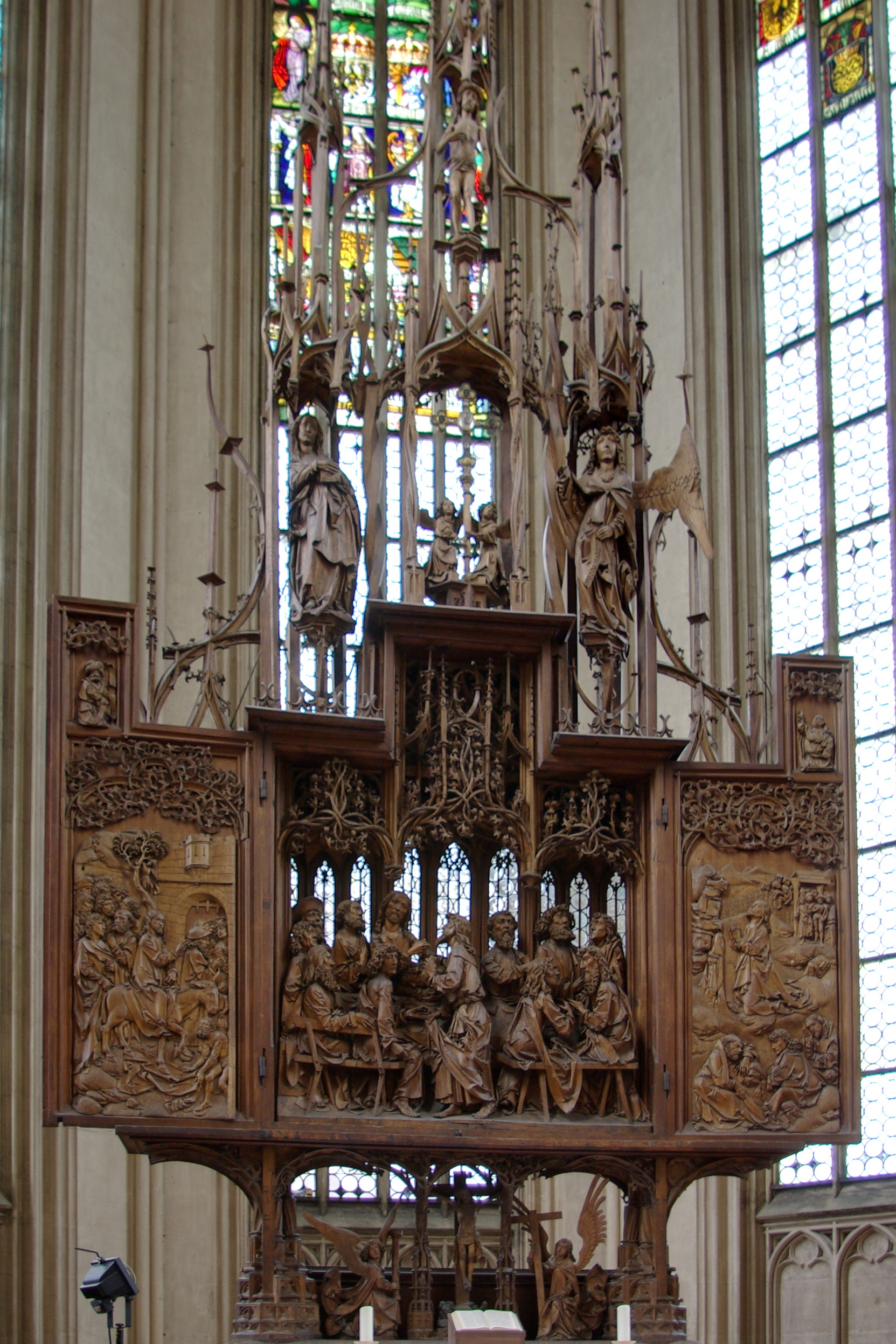
Heilig-Blut-Altar (1501/05)
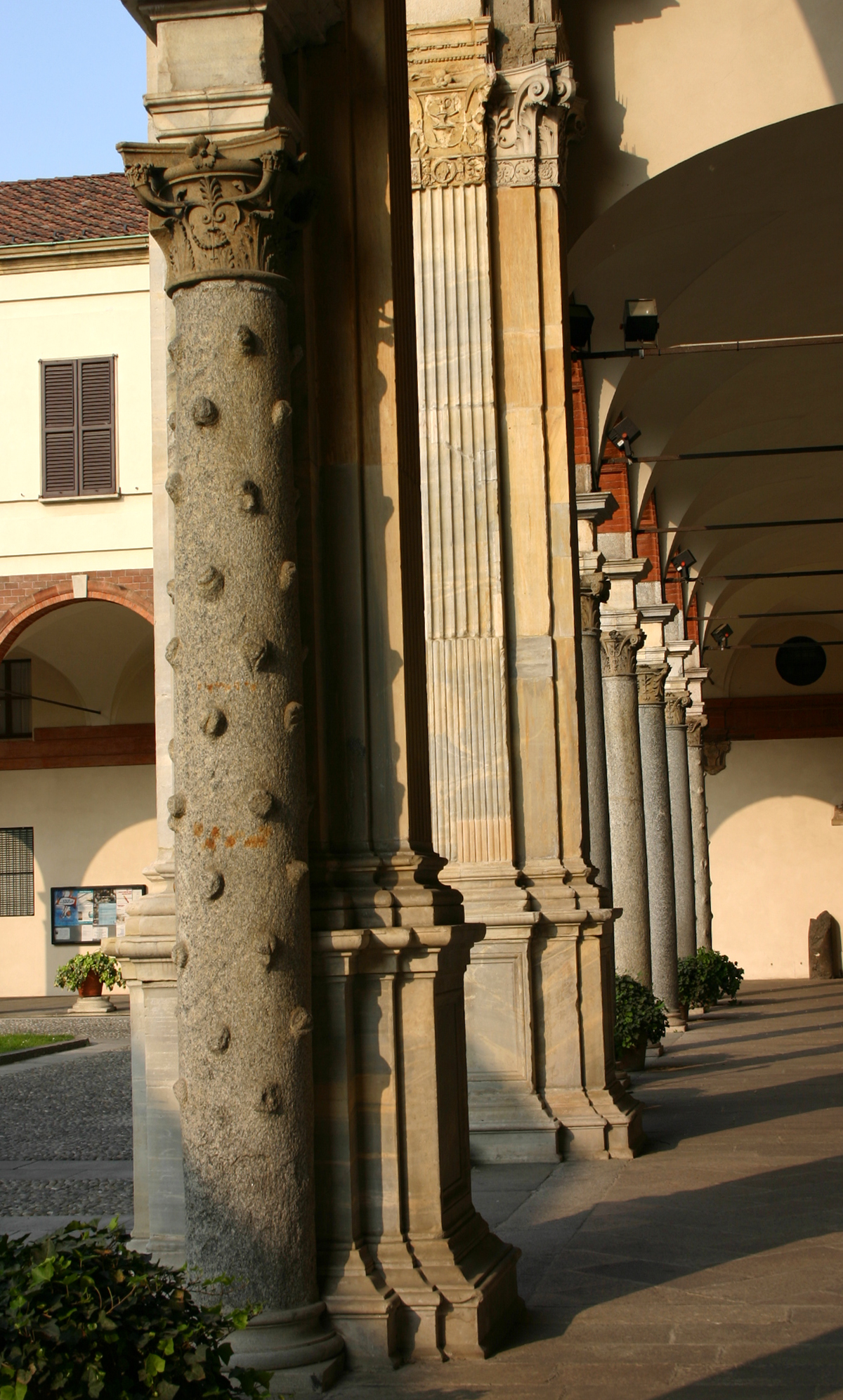
Baumsäule im Kreuzgang von S. Ambrogio, Mailand (Bramante, 1498)
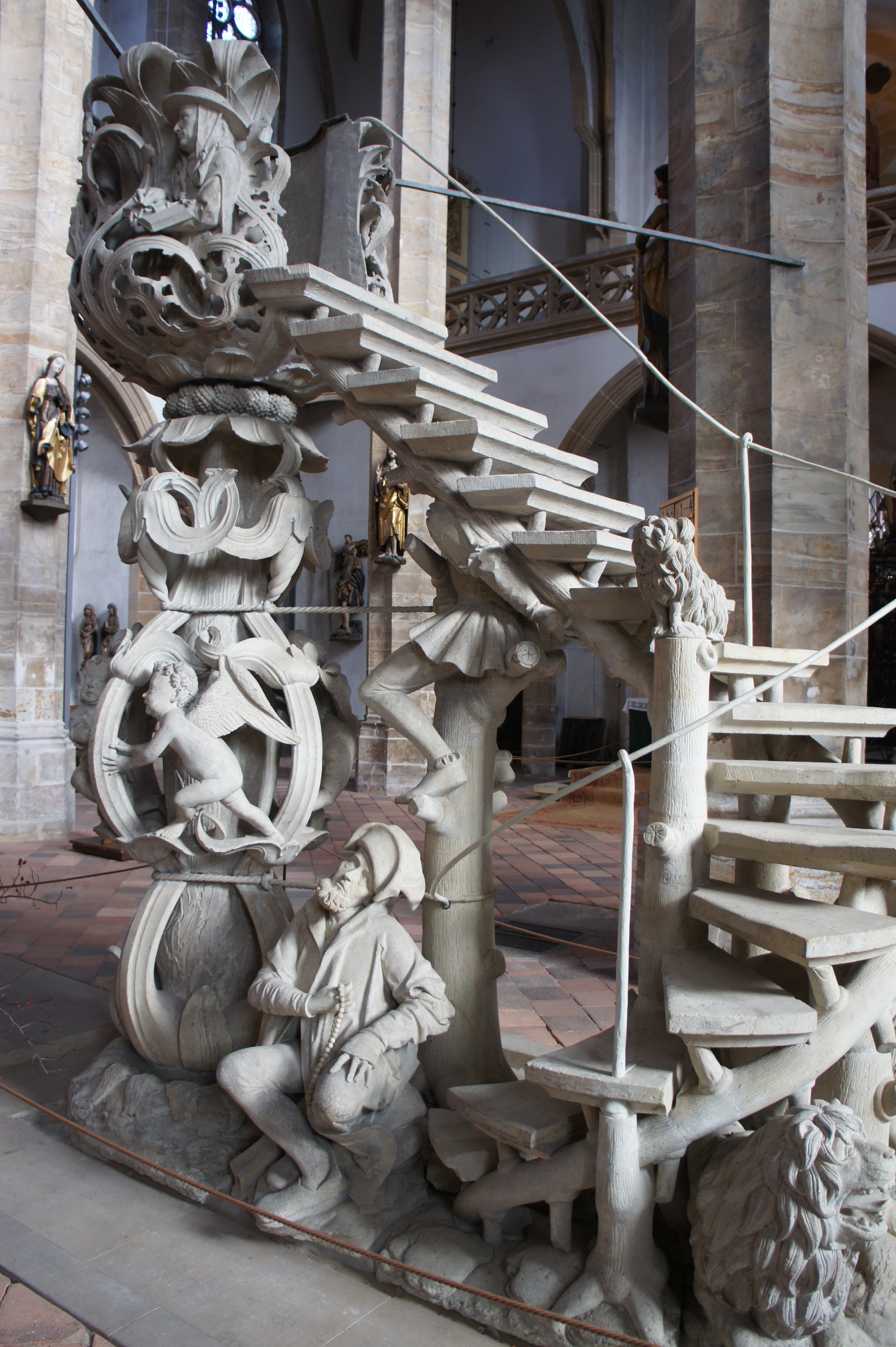
Die Tulpenkanzel im Dom zu Freiberg (um 1505/10)
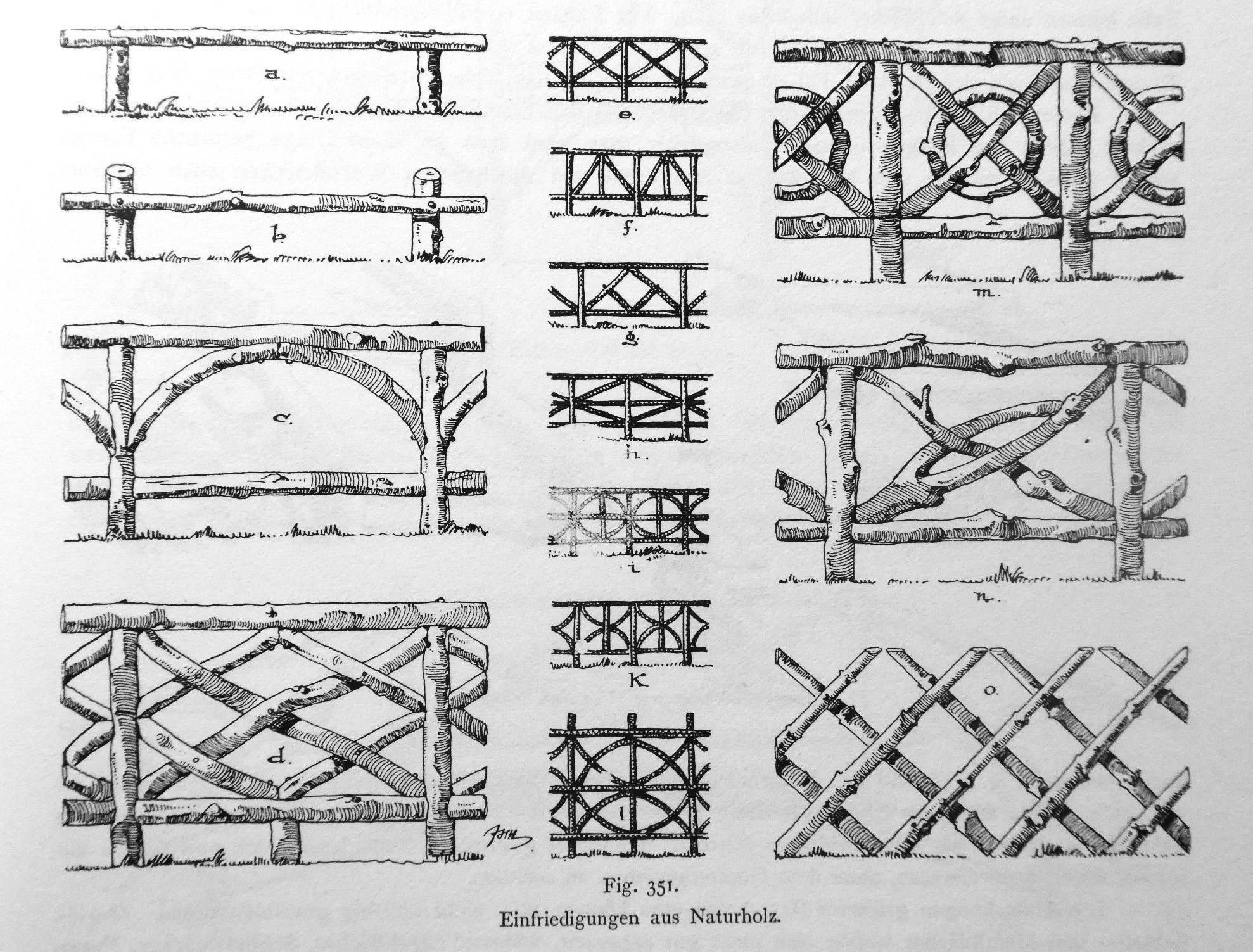
Astwerk-Einfriedungen aus Naturholz (Lehrbuch von Krauth/Meyer, 1893[19])